# Дулаг 205
Дулаг 205 — пересыльный лагерь военнопленных для бойцов Красной Армии.

## История
До начала Сталинградской битвы лагерь военнопленных «Дулаг-205» находился в деревне Дергачи неподалеку от Харькова. По данным из других источников, этот лагерь в мае 1942 года находился в городе Краснограде Харьковской области, в бывшем карьере кирпичного завода, где на 2014 год находился заброшенный парк. Под открытым небом в плену содержалось одновременно 15000 бойцов Красной Армии. На 2014 год найти могилы пленных не удалось из-за технических сложностей при розыске останков металлоискателями. Приборы реагируют только на металл, а бойцов хоронили в нижнем белье.
Во время Сталинградской битвы с 27 сентября 1942 года немцами и их союзниками лагерь сформирован в селе Алексеевка под Сталинградом в полях и был рассчитан на 1200 человек. После освобождения местности, Государственной комиссией 23 января 1943 г. был составлен «акт о злодеяниях немецко-фашистских оккупантов» по концлагерю, в котором указано, что в лагере было убито до 4500 советских граждан, а находилось в нём более 5000 человек, по другим же данным — содержалось в лагере около 6000 пленных, включая местных жителей, а в живых осталось только несколько сотен человек. Встречается информация, что в лагере содержались более 6000 пленных бойцов Красной Армии. Во время отсутствия продовольствия в лагере отмечались случаи каннибализма. Смертность доходила от 50 до 60 человек в сутки.
Алексей Семёнович Чуянов уже в 1943 году собрал документальный материал о зверствах фашистов в лагере и объединил их в одном издании, которое называлось «Кровавые злодеяния гитлеровцев в селе Алексеевка, Сталинградской области».
После войны лагерю дали название «Дулаг-205». Вскоре на этом месте установили памятник с надписью: «Никто не забыт. Ничто не забыто. Здесь в сентябре 1942 г. — январе 1943 г. находился концлагерь № 205, в котором немецко-фашистскими захватчиками замучено 4500 советских граждан». Памятник был открыт 4 ноября 1968 года, скульптор В. Н. Безруков, архитектор Ф. М. Лысов.
С 2011 по 2015 года на месте бывшего концлагеря ежегоднопроводились памятные акции, сопровождающиеся проведением военно-исторической реконструкцией жизни лагеря. Реконструкцию ежегодно готовил и проводил военно-исторический клуб «Пехотинец». Данная реконструкция на месте лагеря для военнопленных всегда вызывала неоднозначные комментарии и мнения.